# 復興航空
復興航空（1950-1991年英文名Foshing Airlines，1992年開通國際線後英語易名；簡稱復航、興航）是台灣一家已歇業的航空公司。創立於1951年5月21日，復興航空是台灣第一家民營航空公司，1983年由國產實業集團接手經營，2016年11月21日結束營業。主營國內航線以及區域國際航線。樞紐機場在桃園國際機場及臺北松山機場，提供客運和地勤代理的服務。
復興航空曾於2014年起成立經營低成本航空子公司威航，但在2016年10月1日停止威航營運並併回復興航空，復興航空本身則轉型為複合式航空。
2016年11月21日，復興航空無預警停止所有航線營運，最後一個航班是21日上海浦東往桃園的GE303，於23時55分抵達，22日召開的臨時董事會決議解散公司，提交長期停航申請。行政院指示自2016年12月1日，中華航空及旗下子公司華信航空接手復興航空國際線與國内線（金門－澎湖航線以及台北-花蓮航線則轉交給立榮航空）。

## 歷史

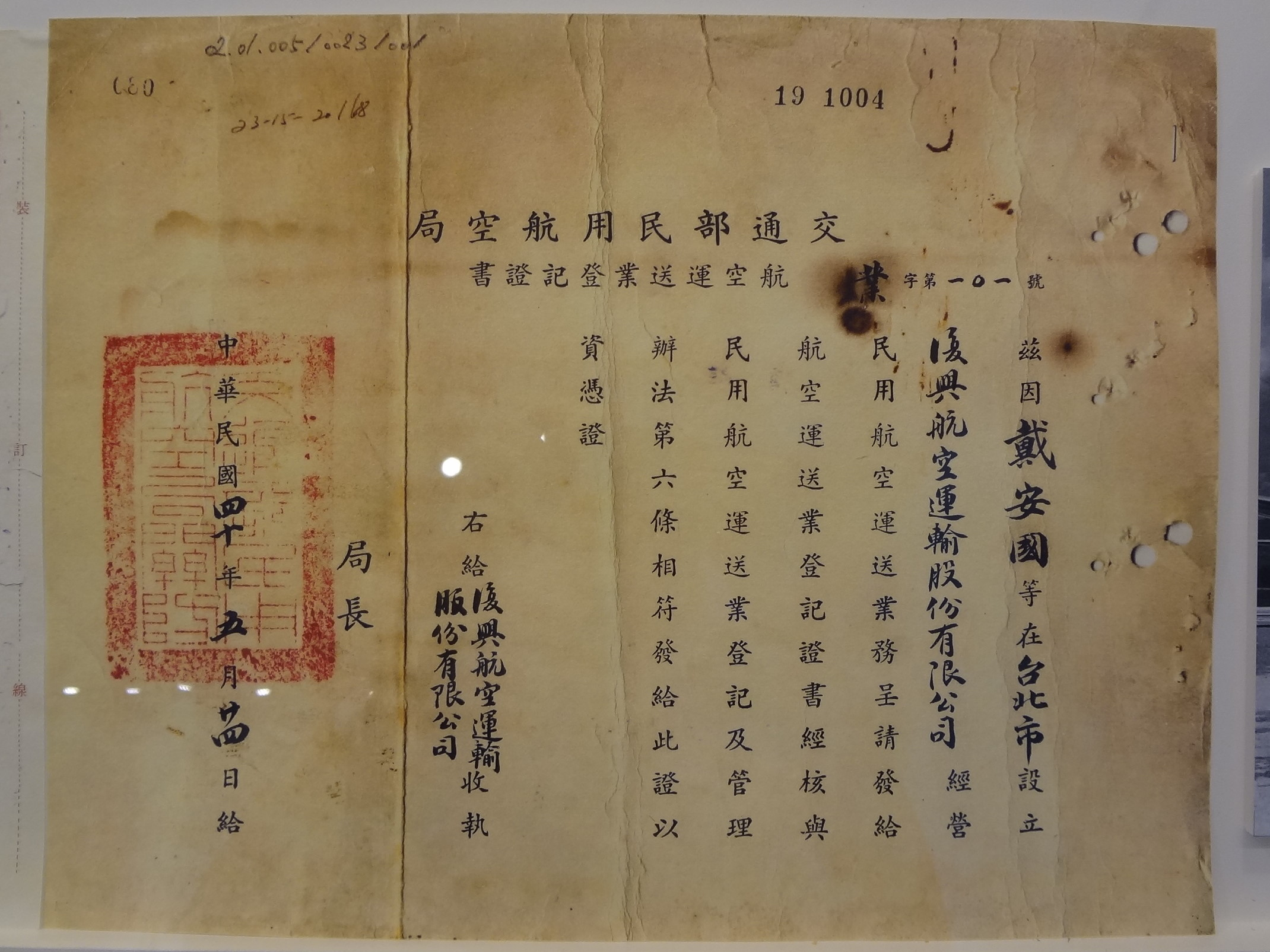
交通部民用航空局發給復興航空的航空運送業登記證書

1950年，中華民國交通部依據《民用航空運送業登記及管理辦法》，同意由戴安國、陳文寬、蔡克非等人所申請的復興航空設立案。當時交通部對復興航空的規定有三項：
1. 購買飛機以新製為原則；如新製飛機不易購得，其所購飛機機身之使用鐘點不得超過五百小時；飛機架數暫不超過五架。
2. 航線暫定為由臺灣至澎湖、金門與澳門。
3. 先行試辦一年；如成績優良，再准繼續營業。

1951年5月21日，復興航空成立，英文譯名為「FOSHIN TRANSPORT CORP.」、英文簡稱「Foshing Airlines」（英語名在1992年易名），於當天傍晚在臺北市裝甲兵軍官俱樂部舉辦簡單的茶會招待各界，蒞臨貴賓有空軍總司令部副總司令王叔銘中將、交通部民用航空局局長賴遜岩、交通部航政司司長徐肇基、民航空運公司負責人陳納德。復興航空成立時資本總額為新臺幣150萬元，職員均由股東兼任但在營運初期都不支薪，當時以PBY-5A「藍天鵝」提供服務，提供臺北、高雄、花蓮及臺東的航空客貨郵運與金門、馬祖不定期包機業務，並代理世界各國航空公司客貨郵運業務。
1958年，中華民國與美國中央情報局介入印尼內戰，支持蘇拉威西島的地方武力對抗蘇卡諾政府；當時由陳文寬等人共同創辦的復興航空出面，以PBY運送槍械、物資至蘇拉威西島，還買了C-54運輸機與B-26轟炸機各一架支援地方武力作戰。1958年10月1日，一架由中華民國國軍包機、自馬祖返台北的水陸兩用客機PBY型藍天鵝商用飛機失事。（當時共軍曾謠傳：時任連江縣縣長王緒挾持該水上飛機，並俘虜當時陸軍馬祖防衛司令部副參謀長鈕英及多位美國軍事顧問投共。後證實為子虛烏有。）1958年10月16日，復興航空改變經營方針，暫停國內航線，加強代理事業；並於1966年在臺北松山機場興建空中廚房，供應國際航機餐點；1979年配合桃園國際機場啟用，遂於桃園南崁興建空中廚房一座。

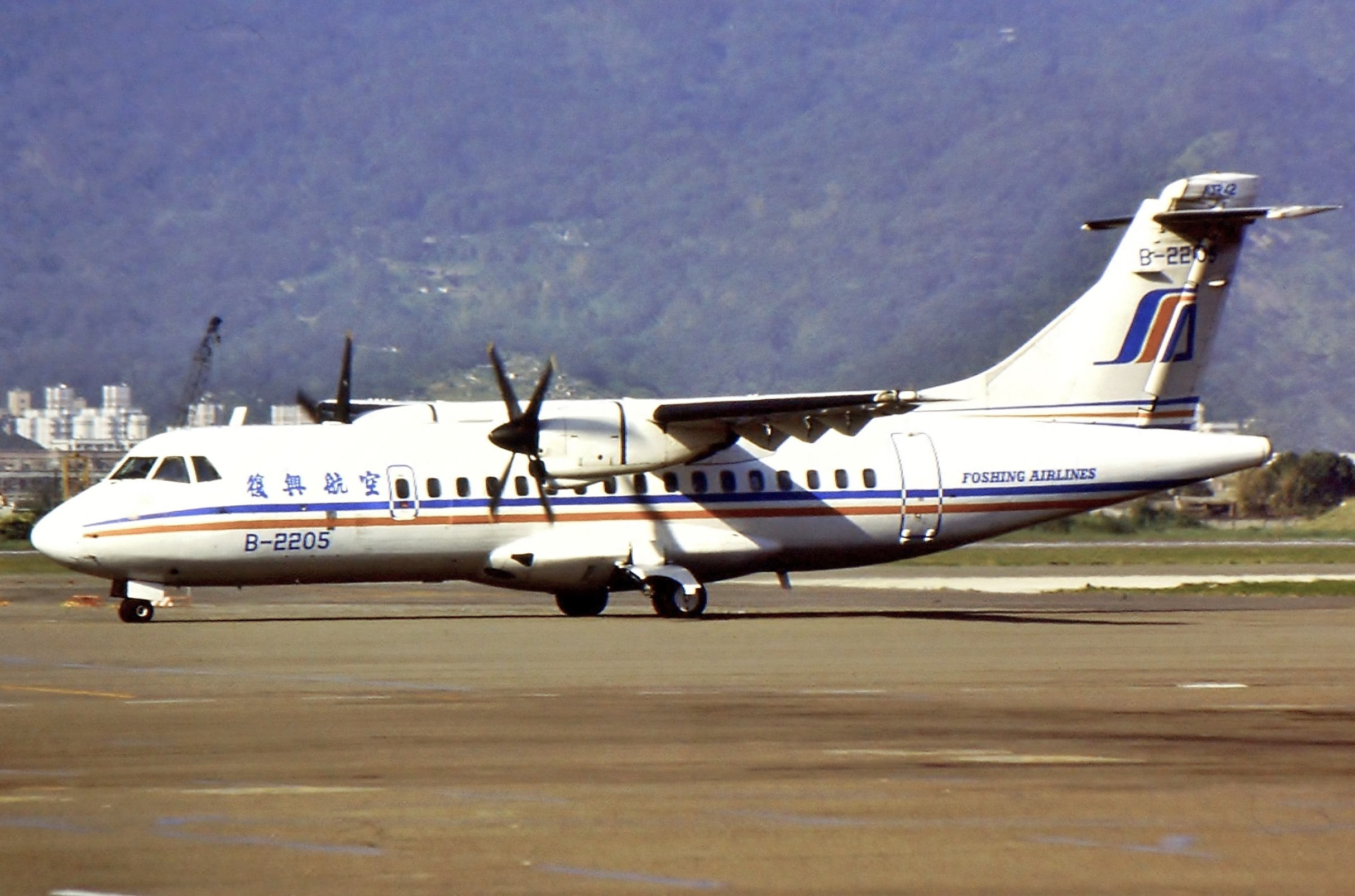
有復興航空第一代涂装的 ATR42-300

復興航空成立時總公司位於臺北市信陽街30號，之後總公司多次遷移，曾遷至臺北市中正路1799號，後遷至臺北市中山北路二段32號之1，再遷至臺北市復興北路150號2樓。1983年，復興航空由國產實業集團接手改組。1988年8月25日，復興航空恢復國內航線營運。1992年1月開通國際線，英文譯名改為「TransAsia Airways」，意為「環亞」；1992年1月28日包機首航菲律賓佬沃，而於1994年11月4日升等為國際定期航線。其間復興航空陸續增闢大阪、東京、札幌、澳門、濟州、帛琉、吳哥等地定期航班，此外也與廈門航空、深圳航空及四川航空聯盟。當時復興航空主要機隊為ATR-72、A320及A321及A330，所經營的國内航線包含台北、花蓮、金門、馬公、高雄等個據點7條航線，提供每天約76個班次的飛航服務。國際線則有台北出發的多個航點。

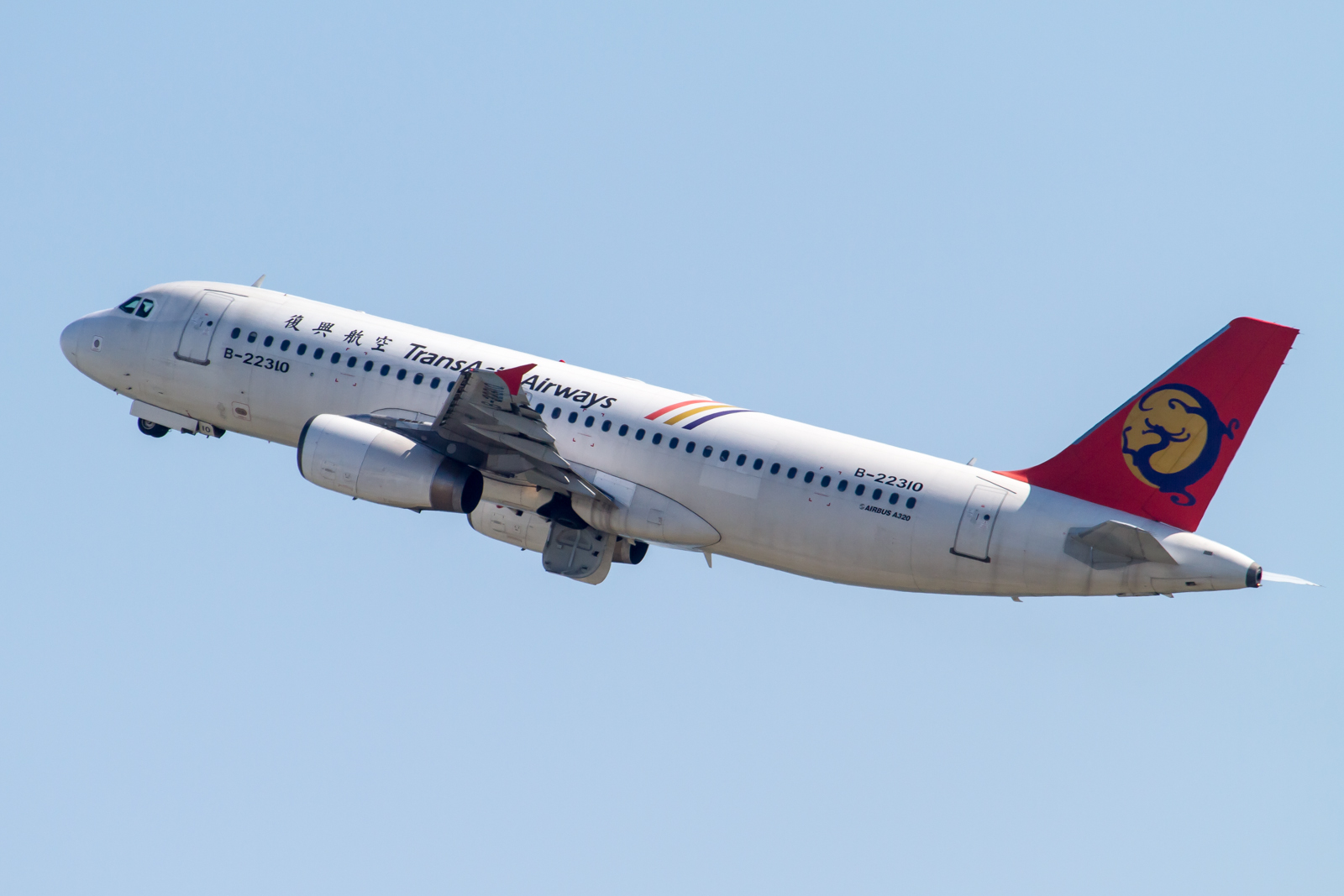
復興航空A320-232型客機

2002年，復興航空空中廚房正式更名為復興空廚，並籌建完成現代化廚房。2011年，復興航空為提供更全面性的旅遊規劃服務，同時看好臺灣觀光旅遊潛力，於是成立龍騰旅行社。但2016年，復興航空出售復興空廚股份予關係人中興保全，復興空廚持續供應復興航空全航線餐點，服務不受影響。
2006年9月政府開放兩岸緊急醫療包機業務後，復興航空也與國際SOS公司合作展開兩岸緊急醫療包機業務。至2007年10月為止，執行兩岸緊急醫療包機任務近25航次，所飛抵的航點包括有延吉、上海、長沙、成都、廈門、昆明、廣州等地，為台商及前往中國大陸旅遊之旅客提供一部分醫療轉送服務。2008年12月15日兩岸平日包機啟航及2009年8月31日兩岸定期航班正式開始，復興航空並積極加入兩岸航線，所飛抵的航點包括有上海、徐州、長沙、武漢、天津、合肥、杭州、南寧等地，其中更與廈門航空、深圳航空及四川航空聯盟共同經營福州、無錫、重慶航點。

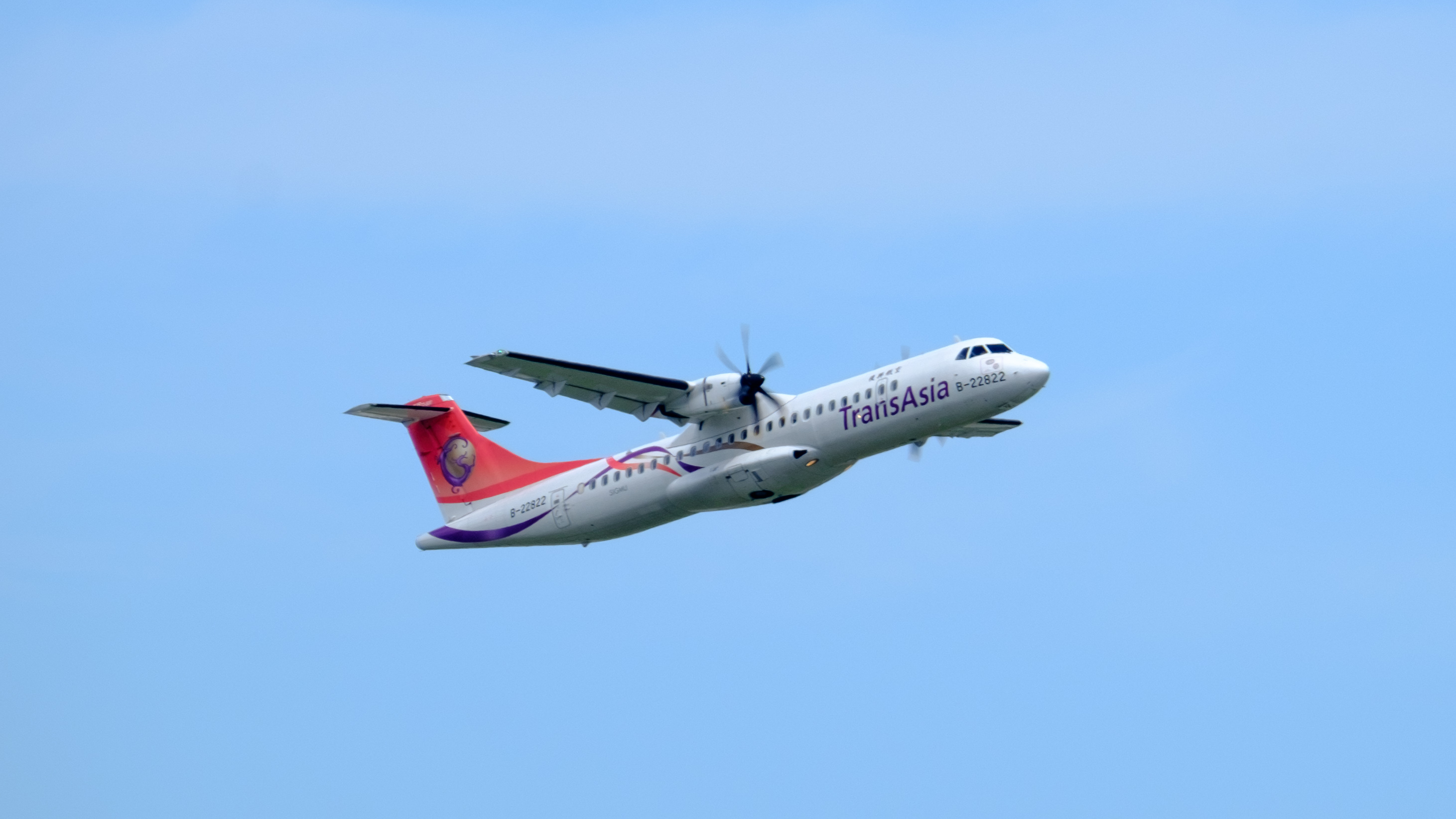
臺北松山機場起飛的復興航空ATR 72客機

2011年11月1日，復興航空於臺灣證券交易所股票上市，股票代號6702，成為臺灣第三家上市航空公司，2017年2月2日從臺灣證券交易所下市。
2012年3月1日，復興航空台北-高雄航線又再次停飛。
復興航空積極訂購飛機：2010年訂購的2架大型A330-300客機，以及6架A321客機，於2012年第四季起陸續交機；2011年6月向法國空中巴士訂購12架最新型，省油達15％以上的A321neo，原預計於2020年前全部交機完畢。2011年10月、2012年3月也分別租進一架A320客機以因應機隊調度需求。
復興航空第一架A330-300於2012年11月26日在法國土魯斯交機，兩天後飛抵台北松山機場進行歡迎儀式，初期使用在臺灣至新加坡和日本北海道的航班。12月25日桃園至札幌新千歲的GE670航班為首先採用A330-300的航班。第二架於2013年1月26日飛抵臺灣。

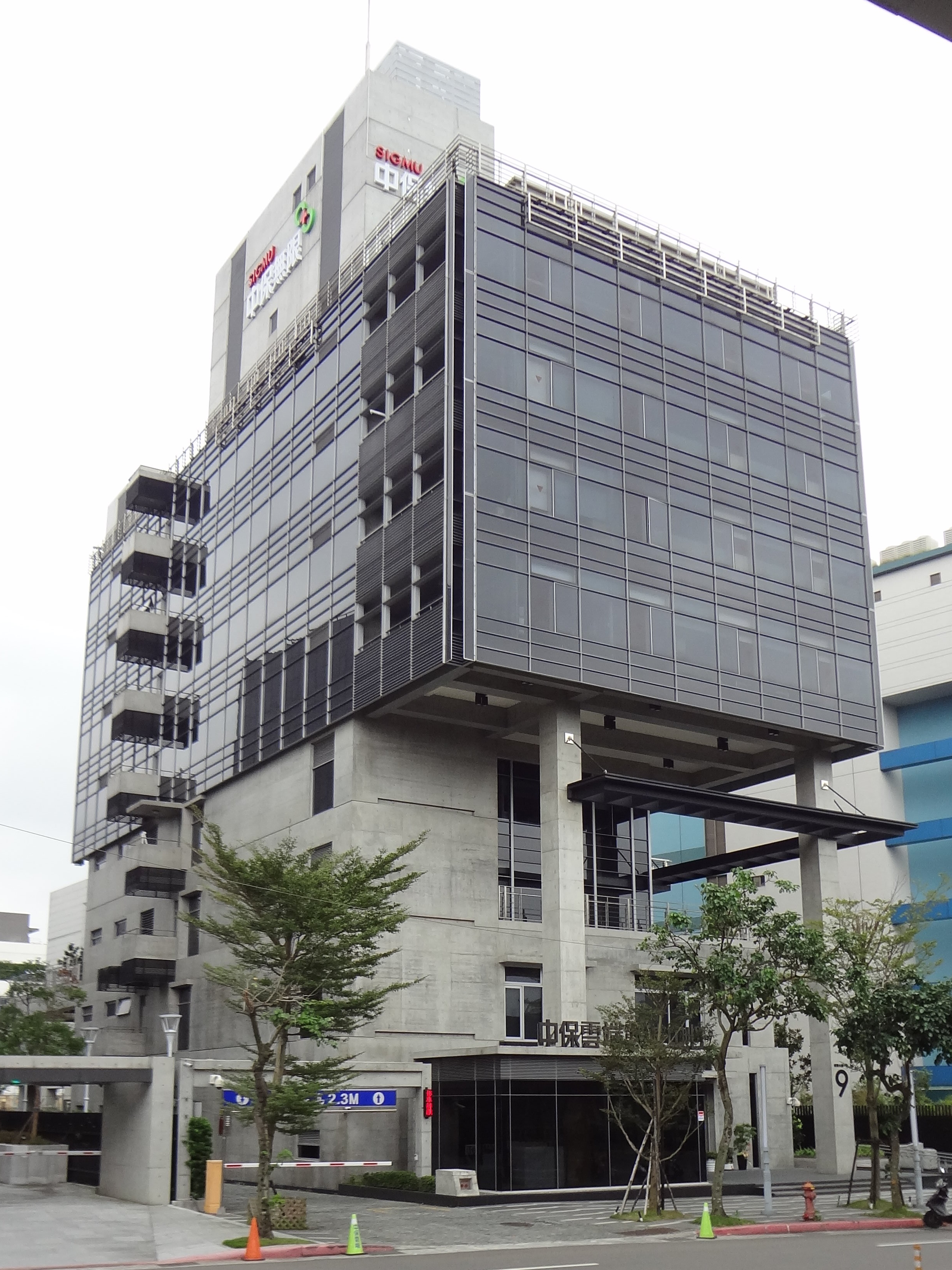
原復興航空獨棟總部大樓，2015年11月售予中興保全

2013年5月29日，復興航空啟用唯一的獨棟總部大樓，位於臺北市內湖區堤頂大道一段9號，地上8層、地下3層，總部從臺北市大同區鄭州路139號9樓（國產實業大樓）遷入此棟。
2014年7月23日，復興航空GE222班機，機型為ATR 72-500，由高雄飛往馬公，飛機註冊編號B-22810，降落馬公機場時因天候不佳，機師無法目視跑道的情況仍然違反規定持續降低高度，隨後重飛失敗於湖西鄉西溪村墜毀，造成機上乘客及機組員48人罹難、10人受傷。
2015年2月4日，復興航空GE235班機，ATR 72-600機型，由台北飛往金門，飛機註冊編號B-22816，起飛5分鐘後隨即失控，墜毀於基隆河前擦撞環東大道高架橋。機上載員（含機組）共58人，造成43人罹難、15人受傷。
2015年7月19日，復興航空總部搬遷至臺北市大安區敦化南路二段39號8、12、13和14樓（國泰敦南信義大樓）。
2015年11月12日，復興航空為了助於資產活化，將所持有的堤頂大道土地與原總部大樓售予中興保全。
2016年6月17日，現役機師劉東明於董事會真除，成為復興航空首位「機師總經理」。

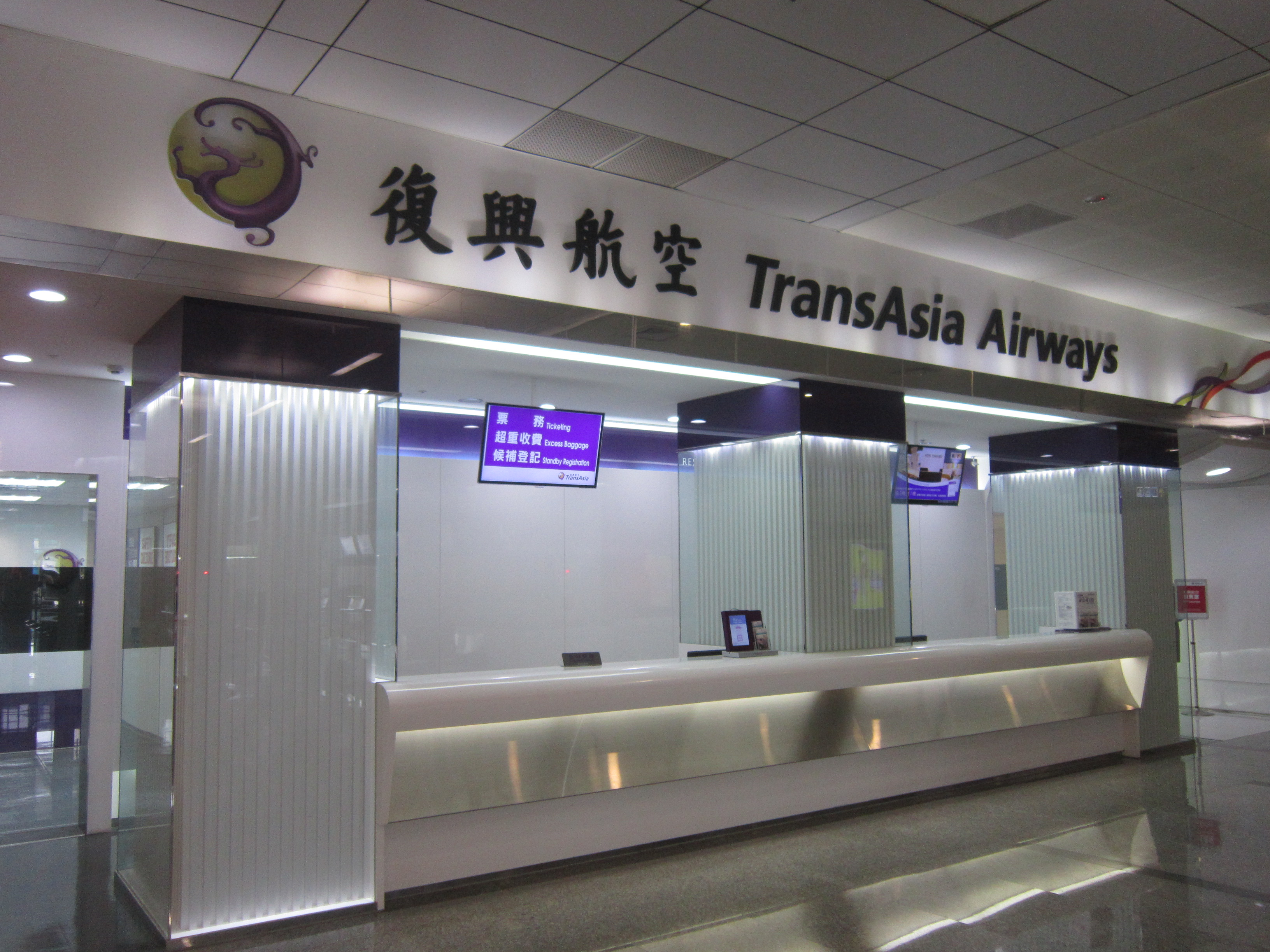
復興航空位於台北松山國際機場內的服務櫃台，攝於2016年9月

2016年10月1日，由於近期載客率未如預期，虧損高達資本額的一半約十億，故正式停飛旗下子公司威航，將業務整併回興航。另亦以簡化商務艙旅客的服務、將機票、供餐及行李等項目拆分販售等方式，試圖轉型成複合式航空，增加票價競爭力。
2016年11月21日，復興航空上市普通股成交1萬742張，相較於前一個營業日11月18日僅398張，遭金管會會同法務部調查內線交易；復興航空向民航局提交，於同月22日停飛一天；櫃買中心公告，復興航空上櫃轉換公司債自本月22日起暫停在證券商營業處所買賣。
2016年11月22日，復興航空召開臨時董事會，上市普通股暫停交易；復興航空向民航局提交長期停航申請，並宣佈解散，成為台灣股市有史以來第一家直接宣布解散的公司。
2016年12月17日，遠東航空願意表態有意重整興航，積極向銀行團爭取重整，將改名為「遠東聯合航空」
2017年1月17日，復興航空召開股東臨時會，討論公司解散、下市等議題。場外工會員工因反對解散欲進入發表意見而與阻擋的保全發生衝突，但最終仍以有表決權股份數68.71％出席、出席有表決權97.86%贊成，通過解散公司等議案，並選出三名清算人。
2018年3月28日復興航空董座林明昇的嬸嬸林鄭珊珊、百順旅行社負責人劉信平、易飛網董事長周育蔚、中興保全總管理處資深主管朱漢光的柯姓妻子，在將解散公司的重大訊息發佈前出脫持股，涉及內線交易遭法院分別判刑，除劉信平拒絕承認犯罪外，其餘三人皆給予緩刑。
2018年6月14日，復興航空最後7架ATR 72-600客機全部售出，資產清理完畢，剩餘7名留守員工全數解散。
2018年6月29日，復興航空經台灣士林地方法院裁定宣告破產。
2020年2月2日，Flightglobal指出，空中巴士行賄及藏匿賄款等貪腐事件對象包括已在台灣宣告破產的復興航空公司，且法庭文件顯示，當時雙方以加密電郵聯絡，使用「藥物及劑量」等詞語暗指賄金。法庭文件透露，空巴與復興航空的異常通聯是以加密電郵形式出現，雙方使用別名來稱呼參與其事者，特別討論到一名「醫師」給「病患」開出某個數量的「藥物及劑量」，實際上那代表空巴付款給中間人且由中間人交給復興航空母公司一名高階經理的賄款金額。
2020年7月30日，遠東航空董事長張綱維涉掏空遠航35.9億元，時任合作金庫董事長廖燦昌也涉違法放貸遠航，今均被依背信等罪起訴；檢方查出，張綱維與廖燦昌私交甚篤，當初復興航空準備結束營運前，張綱維甚至還想吃下興航，並透過廖燦昌協助，找來銀行團參與討論核貸，結果各銀行團檢視遠航及張綱維旗下各公司的財務狀況及擔保品後，認為張綱維的財務狀況一團亂，當場打臉張綱維。

## 航點
復興航空曾以臺北松山機場作為國內線樞紐機場，另外以臺灣桃園國際機場作為國際線樞紐機場，主要飛行業務都集中在第一航廈。此外，臺北松山機場、臺中清泉崗機場及高雄國際機場皆有經營亞洲及兩岸航班。

## 機隊

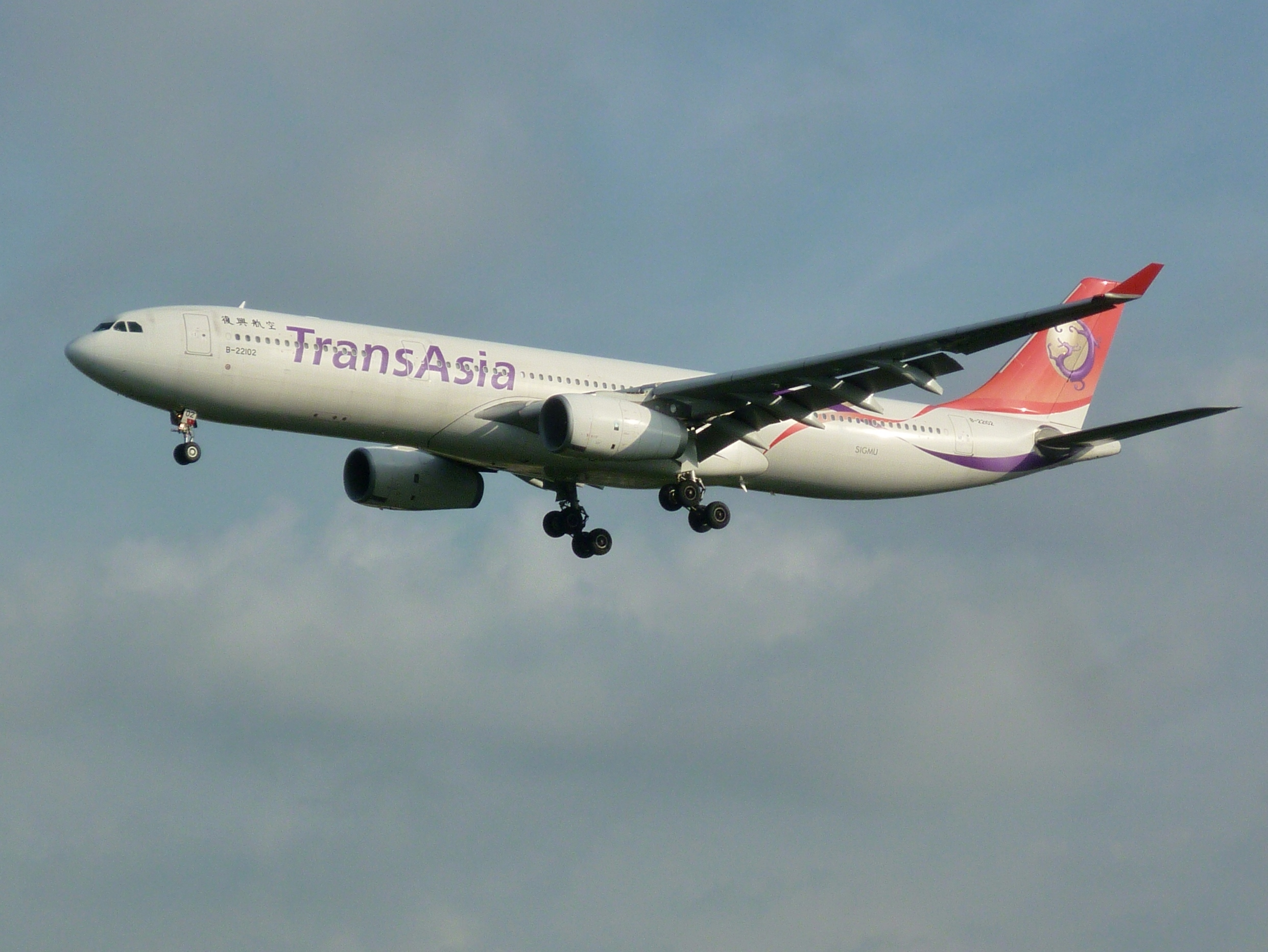
復興航空 空中巴士 A330-343型，2016年攝

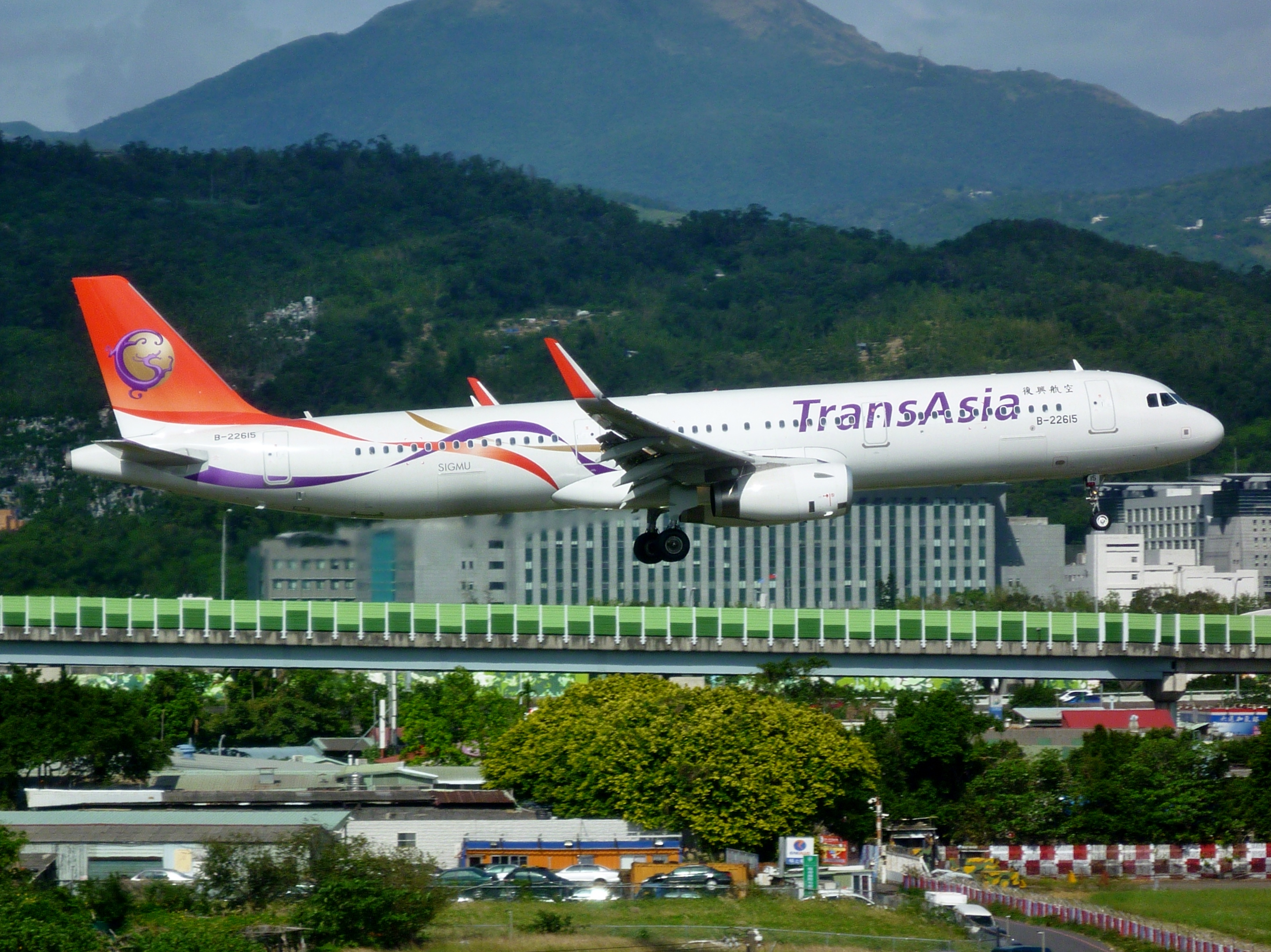
復興航空 空中巴士 A321-231（WL）型

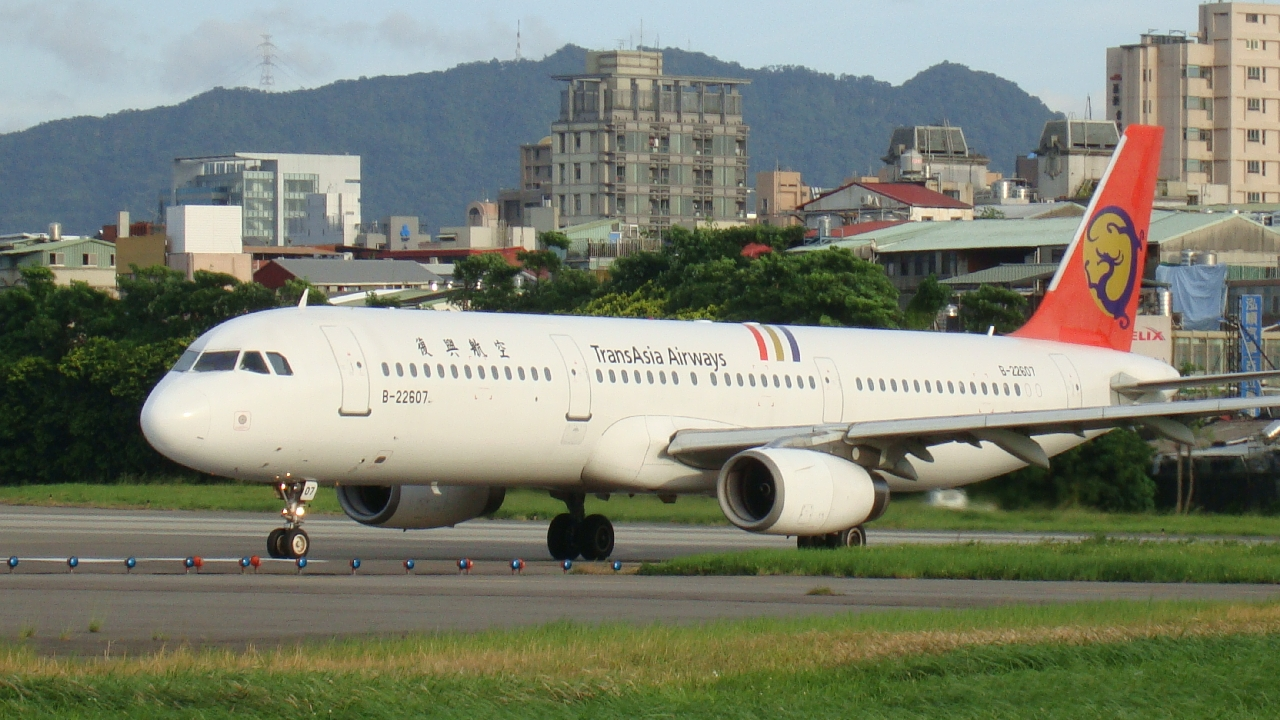
復興航空 空中巴士 A321-131型

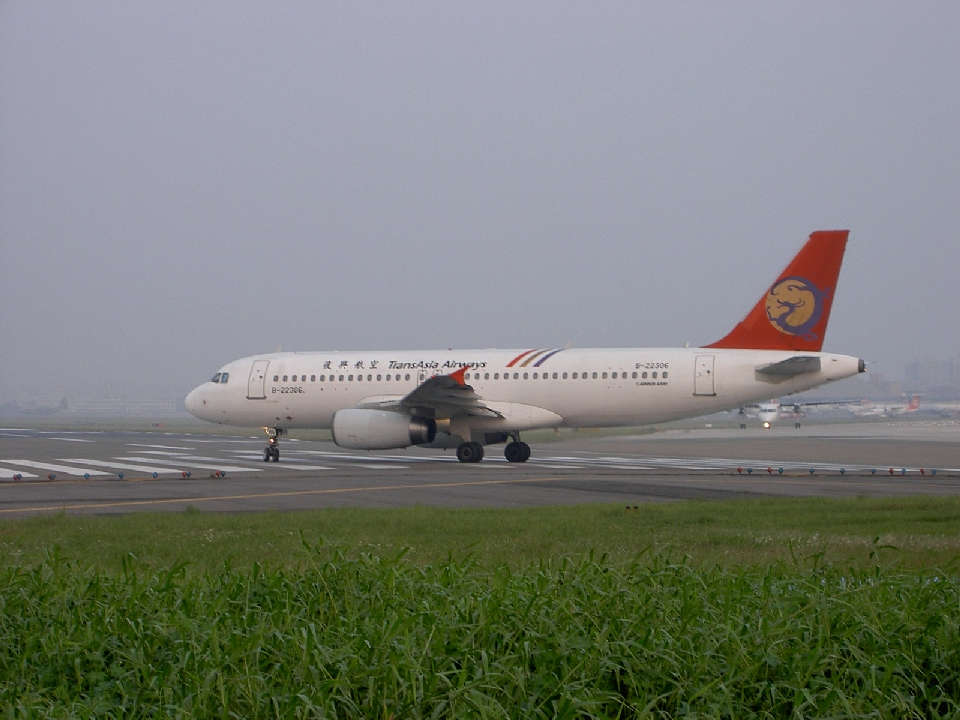
復興航空 空中巴士 A320-232型

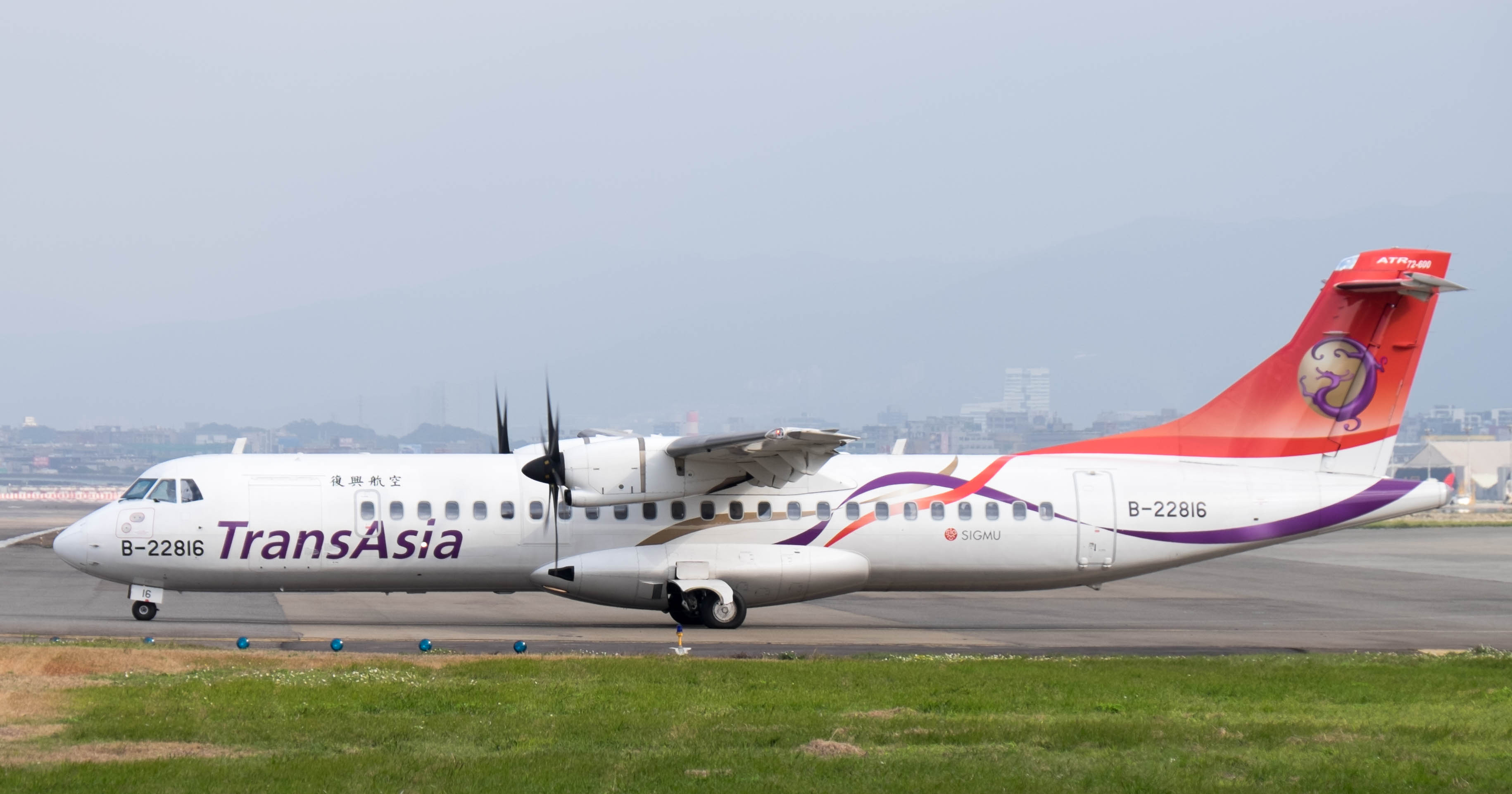
復興航空 ATR 72-600型

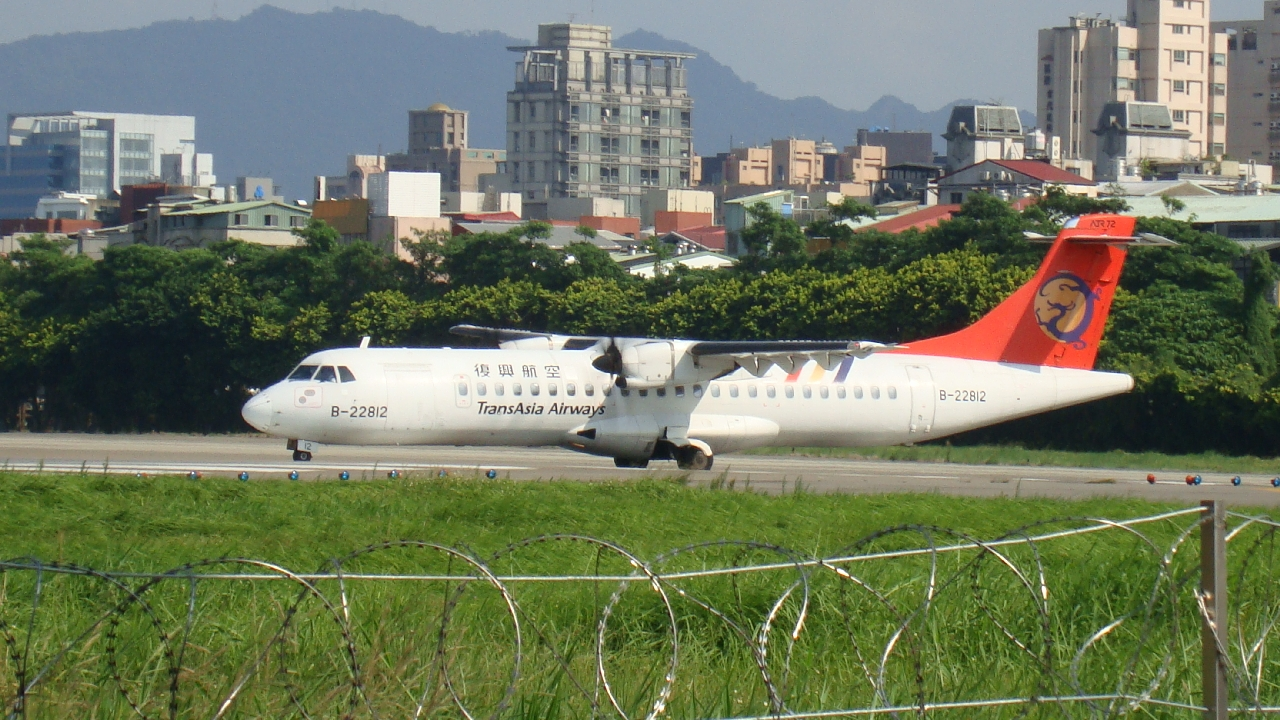
復興航空 ATR 72-500型

復興航空曾是臺灣使用全歐系民航機的航空公司之一，以空中巴士與ATR生產的機種為主。於2018年6月29日清算完成時，公司旗下已經沒有飛機，租賃機已經全數歸還租機公司，自有機則已經全數出售。

### 訂購
在復興航空宣布停航前，曾向空中巴士和ATR分別訂購A321neo型6架（原預計2017年交機）、A330-800neo型4架（原預計2019年交機）及ATR72-600型3架。
但最後在2016年11月22日宣布停航，訂單也隨之取消。

### 特別塗裝
復興航空自2002年9月起推出許過多款彩繪機，其中包含全台第一台全機身雙面不同塗裝的彩繪機（珍愛無限雙面萬事達卡聯名彩繪機）。另外，復興航空也會與台灣商家或偶像團體合作推出聯名彩繪機。
在成立威航之初，復興航空有將部分航機塗裝改為全白，就是為了要準備將轉交過度給威航使用。在威航結束營業後，飛機又再轉交回復興航空繼續飛行，但由於噴漆作業不及，部分飛機出現復興航空與威航的混合塗裝。
- ATR 72-200F：B-22708，原為客機，改裝為貨機後塗裝為纯白色，只保留「復興航空」和其英文標誌，並於機身後段加上「Cargo」字樣[31]。
- ATR 72-500
  - B-22802：復興航空60週年彩繪機
  - B-22805：
    - 復興航空60周年彩繪機
    - 金門風獅爺彩繪機[32]

  - B-22806：金門風獅爺彩繪機
  - B-22807：金門風獅爺彩繪機
  - B-22811：金門風獅爺彩繪機

- 空中巴士A320-232
  - B-22311：復興航空60週年彩繪機[33]
  - B-22320：全白機，僅在機身前半段漆上「TransAsia（大字，紫色）」及「復興航空」字樣。
  - B-22322：全白機，在機身前半段漆上「TransAsia」及「復興航空」字樣，尾翼也漆上復興航空新標誌。

- 空中巴士A321-131
  - B-22601： 
    - 珍愛無限雙面萬事達卡聯名彩繪機[34][35]：全台第一台全機身雙面不同塗裝彩繪機，也是全台首次彩繪機內有其自己專屬專屬設計備品的案例。
    - 看東西（Think East）眼鏡聯名彩繪機。[36]

  - B-22602：TV MARK電視購物頻道聯名彩繪機。[37]
  - B-22605：
    - 復興航空60週年彩繪機
    - 福斯汽車聯名彩繪機[37]

  - B-22606：復興航空60週年彩繪機
  - B-22607：五月天5週年聯名彩繪機[38]
  - B-22610： 
    - 全白機：僅在機身前半段漆上「TransAsia（大字，紫色）」及「復興航空」字樣。
    - 威航混合塗裝：威航停止營運後，復興航空將該飛機重新上漆，蓋掉威熊及「V air」標誌，在機身前半段漆上「TransAsia」及「復興航空」字樣，尾翼也漆上復興航空新標誌，但保留機身後半段威航藍色塗裝。

### 過去機種
- PBY-5A（B-1401、1402、1403）
- A-26（B-1404）
- C-47（B-1407、1409）
- C-54E（B-1406）
- PC-6（B-1410）
- C-46（B-1440）
- ATR 42-300
- ATR 72-200
- ATR 72-200F（B-22708。復興航空機隊內唯一的貨機，由原有客機改裝。於2002年12月21日執行任務時墜毀澎湖外海）
- ATR 72-500（1997－2015年）
- ATR72-600（2014－2016年）
- 空中巴士A320-231（1992－1998年）
- 空中巴士A320-232（1998－2016年）
- 空中巴士A321-131（1995－2016年）
- 空中巴士A321-231（2012－2016年）
- 空中巴士A330-343（2012－2016年）

## 服務

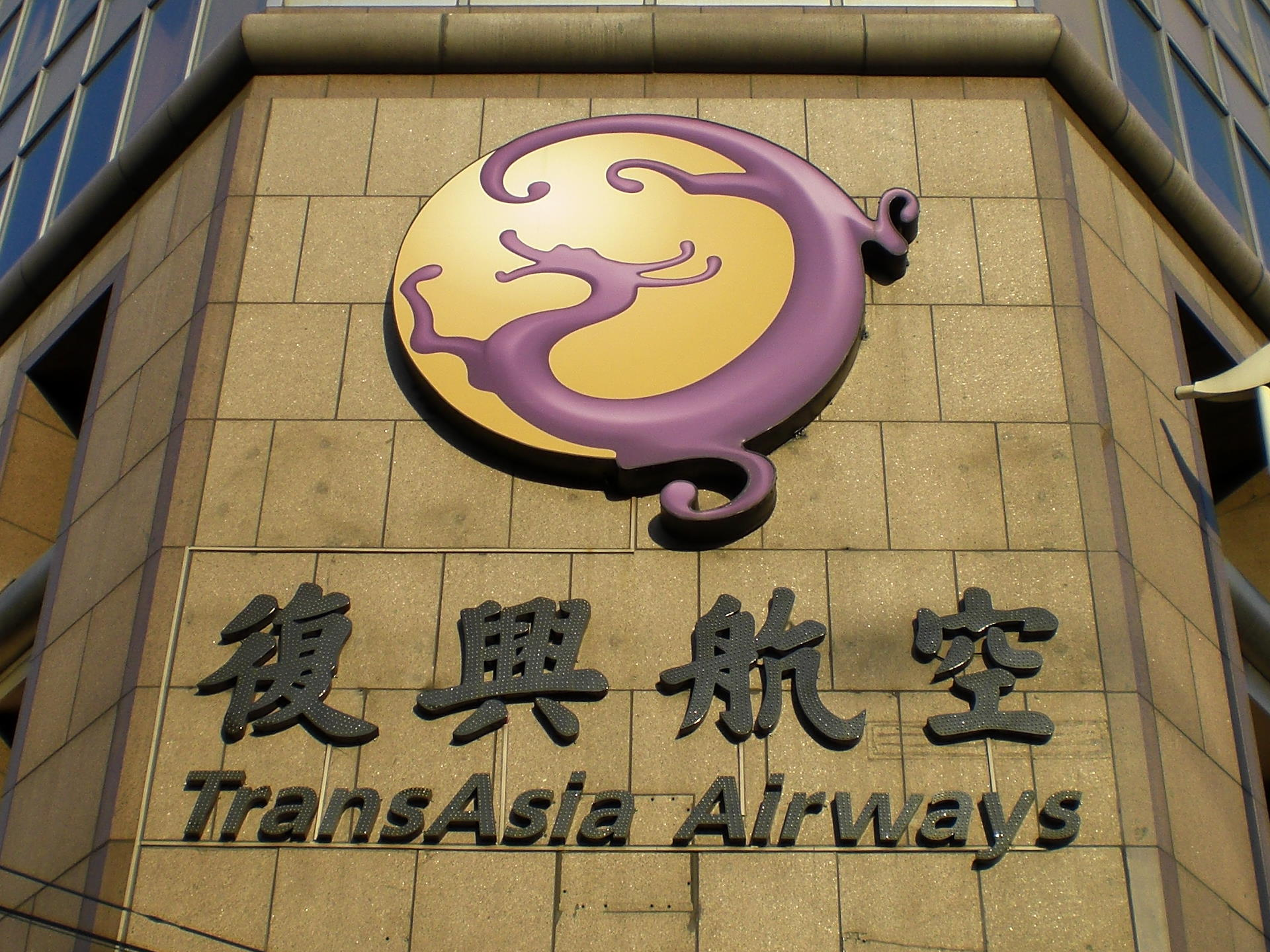
復興大樓之前招牌，攝於2013年

### 登機手續
2009年12月，復興航空推出了「復興快速報到服務」的電子櫃台，設置於臺灣桃園國際機場第一航廈6號櫃檯，讓乘客自行辦理登機手續並印出登機證。
2015年8月，復興航空啟動全新服務SOP，於颱風及重要節日期間，總公司主管將親赴第一線支援，並於該年成立「產品與服務品質促進委員會」精進服務品質。

### 艙等
新式商務艙是復興航空於2012年至2016年間推出的新式商務客艙，配備在最初自行引進的兩架A330-300客機，新式商務艙的座位是全伸展式的座椅，可以傾斜172度。另外也提供附有伸縮的腿部支撐架、可調式傾斜椅背、可調式頭靠枕和筆記型電腦電源及USB插座。座椅配置為2-2-2的組合，共32人座。另外在新租賃引進的兩架A330-300全數採用原有的新航配置，座椅維持30人座，不同於先前引進的兩架A330-300。但於A330機隊離開復興航空時已經取消此一配置。
商務艙是復興航空於2008年推出的商務客艙，配備在A320/321客機，附有伸縮的腿部支撐架、可調式傾斜椅背、可調式頭靠枕。座椅配置為2-2的組合，共12人座。
經濟艙配備在所有復興航空客機，有可調式傾斜椅背和可調式頭靠枕，其中A330-300客機的每個座位還配備了個人衛星電話，須插入信用卡才能使用。經濟艙的座位在自行引進的A330-300上是2-4-2的組合，共268人座，後期租賃的A330-300也是2-4-2的組合，但僅有255座，且採用原有的新航經濟艙。A320/321上是3-3的組合，A320共138人座，A321共170人座。ATR 72上是2-2的組合，共72人座。

### 機上娛樂
A320/321機型無個人娛樂系統，僅配備位於乘客頭頂上的吸頂式小螢幕，播放制式電影、電視節目。ATR 72機型則因航程較短，所以全部未配備娛樂系統。

### 餐飲
復興航空曾在國際航線上提供多樣化的膳食，根據艙等、目的地和飛行時間有不一樣的選擇。通常提供的餐點有西式與中式料理，特別餐可以在機票訂位時提出，包括兒童餐、宗教餐、素食餐以及其他選擇。

### 機場貴賓室
在營運期間，復興航空曾在主要樞紐機場：臺灣桃園國際機場第一航廈與第二航廈、臺北松山機場第一航廈、以及高雄國際機場國際航廈自設其機場貴賓室「龍騰貴賓室」（LEGEND VIP LOUNGE），提供予商務艙、白金卡及黑卡會員的乘客使用。
其中旗艦貴賓室則位於桃園國際機場第一航廈，備有獨立的休息室、美味餐飲以及現煮牛肉湯、餛飩湯等服務。白金卡以上會員享有免費加增10公斤托運行李額度、專屬劃位櫃台、優先報到、優先裝卸行李、優先登機等禮遇。
復興航空解散後，原本位於桃園機場第一航廈的貴賓室，由星宇航空接手進駐；而在桃園機場第二航廈的貴賓室，先由日本航空進駐、後由星宇航空接手進駐。

## 重大事故
- 1958年10月1日，因一架由國軍包機、自馬祖返台北的水陸兩用客機PBY型藍天鵝商用飛機失事。2012年馬祖漁民陳道明在南竿仁愛澳口外海撈獲一具飛機螺旋槳，這具造型特殊的螺旋槳出水後當時引發各界的討論；直到2014年3月，馬祖日報一篇報導讓這具螺旋槳的身世之謎揭曉；縣政顧問邱垂宇（飛安會調查委員）經由史料調查及螺旋槳外觀比對發現，在馬祖海域出水的螺旋槳係為復興航空藍天鵝水陸兩用飛機所屬部件。[42][43][44]
- 1995年1月30日，復興航空GE510A班機，ATR 72-200機型，飛機編號B-22717，於農曆除夕，載客由臺北至馬公後，空機飛返臺北松山機場，途中偏離航道於桃園龜山兔子坑撞山墜毀。機上無乘客，正副駕駛及空中服務人員等4名機組殉職。[45]两年后，台灣飛安會發布事故調查报告指出如下事實：有一名空服员坐在驾驶舱中；飛行員未遵循標準程序喊話；机长未能完全理解PF和PNF的分工和職責；飛行員不了解臺北松山機場附近地形；機長最後時刻發現盲降（ILS）信号错误并（向副驾驶）喊到「别、别偏离」；副驾驶在操作飛機；墜毀前兩秒自动駕駛斷開，最后一秒過載達到1.8G，並且機頭向上。
- 2002年12月21日，復興航空791號班機執行桃園至澳門之貨運班機任務，ATR 72-200機型，航空器註冊編號B-22708，於飛航中遭遇積冰（Severe Icing），除冰失敗後，在馬公西南方約17公里處失控墜海，機上駕駛員2人均失蹤殉職。
- 2014年7月23日，復興航空GE222班機，ATR 72-500機型，航空器註冊編號B-22810，由高雄飛往馬公，降落馬公機場時因天候不佳，隨後重飛失敗於湖西鄉西溪村墜毀，機上乘客及機組員48人罹難、10人受傷。[46]2016年4月14日，澎湖地檢署偵結此案，空軍馬公基地高勤官荊元武及馬公機場塔台管制席李佳峯以業務過失起訴。[47]
- 2015年2月4日，復興航空GE235班機，ATR 72-600機型，航空器註冊編號B-22816，由台北飛往金門，起飛3分鐘後隨即失控，墜毀於基隆河前擦撞環東大道高架橋。機上載員（含機組）共58人，43人罹難、15人受傷。[48]本次事件為復興航空七個月來第二次重大傷亡事故，民航局下令復興航空ATR 72機型暫時停飛，全面進行安全檢查。2016年6月30日飛航安全調查委員會發布最終調查報告，確定是人為操控失誤，也就是關錯發動機，造成飛機在空中雙發動機失效，調查發現肇事9大原因，飛安會主委黃煌煇痛斥，復興空難幾乎就是人為操控失誤，已經要求復興航空公司深刻檢討，並呼籲民航局落實督導。[49]2016年7月13日，士林地檢署偵查終結，正副機師因已經罹難，依法予不起訴，復興航空董事長林明昇等人，難認定與空難之發生具有因果關係，亦獲不起訴處分。[50]

### 腳註
1. 1 2  洪哲維.  (PDF). 國立臺灣師範大學地理研究所碩士論文. 2015: 4,27,82,90  [2020-12-19]. （原始内容存档 (PDF)于2020-12-19）.
2. 1 2  當年稱「Foshing Airlines」的歷史照片，見：洪致文. . 2014-06-08  [2020-12-19]. （原始内容存档于2014-08-13）.
3. ↑  復興航空在2015年的南港空難前使用「復航」簡稱，空難後改用「興航」。
4. ↑  Culpan, Tim. . Bloomberg. 23 July 2014  [24 July 2014]. （原始内容存档于2014-07-29）.
5. ↑  鄭瑋奇、吳柏緯、林曉雲、羅添斌、姚介修. . 自由時報. 2016-11-22  [2016-11-23]. （原始内容存档于2021-10-15） （中文（臺灣））.
6. ↑  .   [2016-12-03]. （原始内容存档于2021-10-15）.
7. ↑  王憶紅、陳永吉、鄭瑋奇、林彥彤、廖千瑩、黃佩君. . 自由時報. 2016-11-23  [2016-11-23]. （原始内容存档于2021-10-15） （中文（臺灣））.
8. ↑  賴文萱. . ETtoday新聞雲. 2016-11-23  [2016-11-23]. （原始内容存档于2021-10-15） （中文（臺灣））.
9. ↑  . BBC News 中文. 2015-02-04  [2022-08-10]. （原始内容存档于2022-08-10） （中文（繁體））.
10. ↑  OTC上（興）櫃股票：6702（上櫃、興櫃，若已上市或直接上櫃、上市者，興櫃資料無法查詢）
11. ↑  柯安聰. . 自立晚報. 2012-11-26  [2012-11-29]. （原始内容存档于2016-11-21）.
12. ↑  NowNEWS今日新聞：新機入隊！復興航空首架A330-300飛抵台北 （页面存档备份，存于）
13. ↑  復興航空官方新聞：A330-300客機正式加入調度[]
14. ↑  .   [2016-07-27]. （原始内容存档于2021-10-15）.
15. ↑  .   [2016-08-09]. （原始内容存档于2021-10-15）.
16. ↑  .   [2016-08-09]. （原始内容存档于2021-10-15）.
17. 1 2  .   [2016-11-22]. （原始内容存档于2016-11-23）.
18. ↑  .   [2016-11-21]. （原始内容存档于2021-10-15）.
19. ↑  .   [2016年11月21日]. （原始内容存档于2016年11月22日）.
20. ↑  吳雨潔. . 《聯合報》. 2016-11-21  [2016-11-21]. （原始内容存档于2016年11月22日）.
21. ↑  . ETtoday 東森新聞雲. 2016-11-22  [2016-11-22]. （原始内容存档于2021-10-15） （繁体中文）.
22. ↑  .   [2016-12-18]. （原始内容存档于2021-10-15）.
23. ↑  .   [2018-11-19]. （原始内容存档于2021-10-15） （繁体中文）.
24. ↑  .   [2018-11-19]. （原始内容存档于2021-10-15） （繁体中文）.
25. ↑  . （原始内容存档于2021-10-15）.
26. ↑  臺灣士林地方法院民事庭. . 2018-06-29. （原始内容存档于2022-03-06）.
27. ↑  .   [2020-02-10]. （原始内容存档于2020-12-03）.
28. ↑  . （原始内容存档于2020-08-02）.
29. ↑  . 2002-08-29  [2002-08-29]. 原始内容存档于2022-10-06.
30. ↑  . 2004-07-16  [2004-07-16]. 原始内容存档于2022-10-03.
31. ↑  . 2002-08-29  [2002-08-29]. 原始内容存档于2022-10-06.
32. ↑  . 2013-11-13  [2013-11-13]. 原始内容存档于2022-10-01.
33. ↑  . 2011-09-15  [2011-09-15]. 原始内容存档于2022-10-06.
34. ↑  . 2006-03-11  [2006-03-11]. 原始内容存档于2022-10-03.
35. ↑  . 2005-10-30  [2005-10-30]. 原始内容存档于2022-10-03.
36. ↑  . 2013-07-13  [2013-07-13]. 原始内容存档于2022-10-05.
37. 1 2  . 2005-02-07  [2005-02-07]. 原始内容存档于2022-10-01.
38. ↑  . 2005-01-16  [2005-01-16]. 原始内容存档于2022-10-03.
39. ↑  .   [2016-07-27]. （原始内容存档于2021-10-15）.
40. ↑  .   [2015-12-15]. （原始内容存档于2017-06-10）.
41. ↑  .   [2016-07-21]. （原始内容存档于2016-10-18）.
42. ↑  陳鵬雄. . 馬祖列島: 馬祖日報. 2014-05-15  [2014-06-02]. （原始内容存档于2021-10-15）.
43. ↑  陳鵬雄. . 星島日報. 2014-06-01  [2014-06-02]. （原始内容存档于2014-06-03）.
44. ↑  劉屏. . 華盛頓: 中國時報. 2014-05-31  [2015-10-01]. （原始内容存档于2021-10-15）.
45. ↑  . 交通部民用航空局. 2007年12月  [2014-06-02]. （原始内容 (xls)存档于2015-02-04）.
46. ↑  .   [2014-09-08]. （原始内容存档于2021-10-15）.
47. ↑  澎湖空難偵查終結 馬公機場2人業務過失起訴 （页面存档备份，存于）,中時電子報,2016年4月14日
48. ↑  復興空難搜救 投入超過8500人次 （页面存档备份，存于），中央通訊社，2015年2月12日
49. ↑  就是這9點！釀復興航空基隆河空難 （页面存档备份，存于），自由時報，2016年6月30日
50. ↑  興航偵結》董座林明昇等13名被告 均獲不起訴 （页面存档备份，存于）,自由時報,2016年7月13日

### 文獻
- 華視官方頻道-復興航空解散 （页面存档备份，存于）